# ТЕС Нешер
31°54′52″ пн. ш. 34°53′30″ сх. д. / 31.91444° пн. ш. 34.89167° сх. д.
ТЕС Нешер – теплова електростанція у центральній частині Ізраїлю поблизу міста Рамла, в індустріальному парку Нешер. Використовує технологію комбінованого парогазового циклу.
На початку 2010-х на майданчику станції запустили встановлену на роботу у відкритому циклі газову турбіну потужністю 48 МВт. У 2014 – 2015 роках її доповнили ще однією такою ж та однією паровою турбіною з показником у 20 МВт. Остання живиться від котлів-утилізаторів, до яких потрапляють відпрацьовані газовими турібнами продукти згоряння. Разом ці компоненти сформували енергоефективний парогазовий блок.
Як паливо станція використовує природний газ, на постачання якого уклали довгостроковий контракт з власниками офшорного газового родовища Тамар. Подача палива здійснюється через відгалуження Центрального газопроводу. 
Основним споживачем виробленої ТЕС електроенергії є розташований поруч цементний завод компанії Nesher Israel Cement Enterprises.
Проект реалізували через компанію Mashav Initiation and Development, власниками якої є Clal Industries (75%) та ірландська CRH (25%).